# Emma Kok
Emma Kok (ur. 12 marca 2008 w Maastricht, Holandia) – holenderska piosenkarka. Sławę zdobyła w 2021 roku, kiedy wygrała dziesiąty sezon The Voice Kids w Holandii. W 2023 odniosła wielki sukces dzięki coverowi piosenki, Voilà autorstwa Barbary Pravi. Jej występ z André Rieu i jego orkiestrą w Maastricht obejrzano w internecie miliony razy.

## Dzieciństwo i młodość
Emma Kok urodziła się w Maastricht jako córka Nathalie i Vico Koka. Ma dwójkę starszego rodzeństwa i mieszka z rodziną w holenderskim mieście, Kerkrade. Cierpi na rzadką chorobę zwaną gastroparezą i od wczesnego dzieciństwa jest uzależniona od płynnego odżywiania. Otrzymuje pożywienie przez 22 godziny na dobę za pomocą sondy do karmienia i dwóch pomp płynowych, które nosi ze sobą każdego dnia.

## Kariera
W czerwcu 2021 roku Emma Kok wygrała dziesiąty sezon programu The Voice Kids w Holandii, a jej trenerem był raper Ali B. Dziewczyna zrobiła wrażenie na jury i publiczności interpretacjami takich piosenek, jak Warrior Demi Lovato, A Moment Like This Kelly Clarkson i This Is Me Keali Settle. W finale programu wystąpiła również ze swoim trenerem Alim B. oraz razem z pozostałymi finalistami, a także duetem Suzan & Freek. Ich pierwszy singiel zatytułowany Laat Mij Een Vlinder Zijn ukazał się w 2022, a drugi Strijder w 2023 roku. Obie piosenki zostały skomponowane i wyprodukowane przez Tjeerda Oosterhuisa; Emma Kok była współautorką tekstu piosenki Strijder.
W lutym 2023 roku wygrała nowy talent show Ministars dzięki swojej interpretacji piosenki Voilà Barbary Pravi. Utwór Voilà pojawił się także na albumach Jewels Of Romance i Voilà! w 2023 roku. Holenderski skrzypek i dyrygent orkiestry – André Rieu był pod tak dużym wrażeniem występu Kok, że zaprosił ją do zaśpiewania utworu Voilà na swoich koncertach w Maastricht w lipcu 2023. Te występy szybko stały się popularne w internecie. Oficjalny film z wykonaniem Kok i Rieu został wyświetlony miliony razy.
W grudniu 2023 Emma Kok wystąpiła na koncertach bożonarodzeniowych André Rieu z piosenkami Voilà, All I Want For Christmas Is You i White Christmas. Podczas programu Helene Fischer Show 2023, który był transmitowany w niemieckiej telewizji w okresie Bożego Narodzenia Kok zaśpiewała utwór Voilà w duecie z Helene Fischer. Również w Boże Narodzenie 2023 wykonała cover utworu Hallelujah Leonarda Cohena na koncercie MAX Kerst w holenderskiej telewizji.
W 2024 Emma Kok towarzyszyła André Rieu w jego trasie koncertowej.

## Dalsze działania
Po zwycięstwie Kok w talent show Ministars, w 2023 piosenkarka założyła fundację Gastrostars, której celem jest pomoc osobom cierpiącym na gastroparezę. Nagrodę pieniężną, którą otrzymała za zwycięstwo w programie przekazała na cele charytatywne. Fundacja jest organizacją dla pacjentów. Ma ona stanowić platformę wymiany informacji pomiędzy osobami dotkniętymi tą chorobą, promować wiedzę na temat tej choroby w środowisku społecznym oraz przybliżać społeczeństwu zagadnienie gastroparezy.
Emma Kok jest również ambasadorką Funduszu Badań nad Dziećmi przy Szpitalu Dziecięcym „MosaKids” Uniwersytetu w Maastricht.

## Single
- 2022: Laat Mij Een Vlinder Zijn
- 2023: Strijder
- 2023: Voilà
- 2023: All I Want For Christmas Is You
- 2023: White Christmas